# پوئه‌رارین
پوئه‌رارین (به انگلیسی: Puerarin) یک ترکیب شیمیایی با شناسه پاب‌کم ۵۴۸۶۱۷۲ است. 